# イーサーン語
イーサーン語（ภาษาอีสาน）あるいはイーサーン方言は、タイ王国東北部のイーサーン地方で話される言語である。タイ国内ではタイ語の方言とされるが、言語学上はラーオ語と同じ言語集団（ラオ・プータイ）に分類され、その場合、ラオス国内のラーオ語を東ラーオ語、イーサーン語を西ラーオ語と呼ぶことがある。北タイ語にも近い。そもそも、イーサーン語・中央タイ語（狭義のタイ語）・ラーオ語・北タイ語などは、互いに共通しあった言語であり、いずれも同じ言語体系の地域変種の関係にある（タイ・カダイ語族参照）。
ラオス国内のラーオ語（以下、ラオス語）とイーサーン語の主な違いとして、ラオス語はフランス語由来の外来語が多いのに対し、イーサーン語はタイ語を経由して英語由来の外来語が多い。またラオス語はラオス文字による書記法があるが、イーサーン語を表記する場合にはタイ文字が用いられる。イーサーン語をタイ文字で表記する例としてแซบ [sɛ̂ɛp]（標準タイ語ではอร่อย [àrɔ̀y]「おいしい」）、อีหลี（標準タイ語ではจริง [ciŋ]「本当」）、否定に使うบ่ [bɔ̀ɔ] (標準タイ語ではไม่ [mâi])などが挙げられる。
他のタイ国内と同様、イーサーン地方の教育やメディアの場では中央タイ語に基づく標準タイ語が使用され、ラオス語の教育を受けることはない。そのため、イーサーン地方の住民は、標準タイ語は日常的に見聞きして理解できるのに対して、ラオス語の知識には疎い面がある。現在では若い世代を中心に標準タイ語の影響が強まっており、イーサーン語よりも標準タイ語に近い話し方をする人もいる。
イーサーン地方は経済発展の遅れた農村地帯であり、バンコクなどへの出稼ぎ労働者が多い。そのためイーサーン語は無教養な田舎訛りとして差別的に扱われやすい（ラオス語も同様の印象を持たれている）。その一方で、出稼ぎ労働者によってバンコクにイーサーン地方の文化が持ち込まれ、イーサーン語で歌われるモーラムが人気を集めるなど、バンコクにおいてイーサーン語は身近な方言として人々に親しまれている。